# Cambarus
Cambarus är ett släkte av kräftdjur. Cambarus ingår i familjen Cambaridae.

## Dottertaxa tillCambarus, i alfabetisk ordning[1][2]
- Cambarus acanthura
- Cambarus aculabrum
- Cambarus acuminatus
- Cambarus angularis
- Cambarus asperimanus
- Cambarus bartonii
- Cambarus batchi
- Cambarus bouchardi
- Cambarus brachydactylus
- Cambarus buntingi
- Cambarus carinirostris
- Cambarus carolinus
- Cambarus catagius
- Cambarus causeyi
- Cambarus chasmodactylus
- Cambarus chaugaensis
- Cambarus conasaugaensis
- Cambarus coosae
- Cambarus coosawattae
- Cambarus cracens
- Cambarus crinipes
- Cambarus cryptodytes
- Cambarus cumberlandensis
- Cambarus cymatilis
- Cambarus davidi
- Cambarus deweesae
- Cambarus diogenes
- Cambarus distans
- Cambarus dubius
- Cambarus elkensis
- Cambarus englishi
- Cambarus extraneus
- Cambarus fasciatus
- Cambarus friaufi
- Cambarus gentryi
- Cambarus georgiae
- Cambarus girardianus
- Cambarus graysoni
- Cambarus halli
- Cambarus hamulatus
- Cambarus harti
- Cambarus hiwasseensis
- Cambarus hobbsorum
- Cambarus howardi
- Cambarus hubbsi
- Cambarus hubrichti
- Cambarus jezerinaci
- Cambarus jonesi
- Cambarus latimanus
- Cambarus lenati
- Cambarus longirostris
- Cambarus longulus
- Cambarus ludovicianus
- Cambarus maculatus
- Cambarus manningi
- Cambarus miltus
- Cambarus monongalensis
- Cambarus nerterius
- Cambarus nodosus
- Cambarus obeyensis
- Cambarus obstipus
- Cambarus ornatus
- Cambarus ortmanni
- Cambarus parrishi
- Cambarus parvoculus
- Cambarus pecki
- Cambarus pristinus
- Cambarus pyronotus
- Cambarus reburrus
- Cambarus reduncus
- Cambarus reflexus
- Cambarus robustus
- Cambarus rusticiformis
- Cambarus sciotensis
- Cambarus scotti
- Cambarus setosus
- Cambarus speciosus
- Cambarus sphenoides
- Cambarus spicatus
- Cambarus striatus
- Cambarus strigosus
- Cambarus subterraneus
- Cambarus tartarus
- Cambarus tenebrosus
- Cambarus thomai
- Cambarus truncatus
- Cambarus tuckasegee
- Cambarus unestami
- Cambarus veitchorum
- Cambarus veteranus
- Cambarus williami
- Cambarus zophonastes